# Первое сражение за форт Макаллистер
Первое сражение за форт Макаллистер — несколько атак с моря, произведённых флотом Союза в период с 27 января по 3 марта 1863 года против удерживаемого Конфедерацией форта Макаллистер в округе Брайан, штат Джорджия.

## Строительство форта
В 1861 году на берегу р. Оджичи, на мысе Дженесис, в 13 километрах от Атлантического побережья штата Джорджия, конфедераты возвели четырёхорудийную земляную батарею. Батарея получила название «форт Макаллистер» в честь семьи подполковника Джозефа Л. Макаллистера, поскольку была построена на земле принадлежащей этой семье плантации. Задачей батареи было защищать южные подступы к Саванне со стороны моря, а также рисовые плантанции в низовьях р. Оджичи и стратегически важный железнодорожный мост через реку.
Для строительства батареи 7 июня 1861 года была выделена рота A 1-го Джорджийского полка («Стрелки округа Де Кальб») под командованием лейтенанта Альфреда Хартриджа, жителя Саванны, окончившего три курса Джорджийского военного института в г. Мариэтта. Проект укрепления разработал капитан Джордж Мак-Крэйди, главный инженер 3-го военного округа. Исполнителем работ был назначен капитан Джеймс Мак-Элпин. Основной объём строительных работ выполнили рабы, выделенные местными плантаторами.
Первоначально батарея представляла собой открытый с тыла земляной вал толщиной до 5,5 метров с гнёздами для четырёх 32-фунтовых гладкоствольных пушек, расположенный под углом к реке и обращённый на северо-восток. Посередине вал разделял земляной траверс, в котором был размещён пороховой погреб. Затем траверс были устроен между двумя правыми орудиями. Валы и траверсы форта были насыпаны из ила и песка, взятых со дна реки.
В октябре 1861 года в ожидании нападения армии Союза на батарею доставили пятую 32-фунтовую гладкоствольную пушку, а численность гарнизона была доведена до 39 человек при двух офицерах. В конце декабря 1861 — начале января 1862 года батарея была переименована в форт Макаллистер в честь семьи, владевшей плантацией, на которой она была построена.
В марте 1862 года река Оджичи перед фортом была перегорожена двумя рядами свай, между которыми оставили узкий проход для кораблей южан. В апреле в форт доставили 42-фунтовую гладкоствольную пушку. Для защиты форта со стороны суши в его окрестностях были расквартированы 200 пехотинцев и 150 кавалеристов.

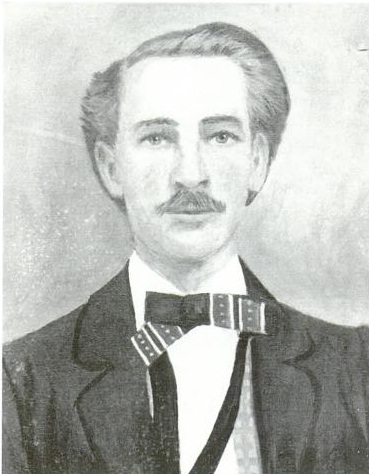
Джордж Андерсон

В июле 1862 года рота A 1-го Джорджийского полка была отозвана в Саванну, 19 августа её заменили рота C того же полка («Республиканские синие») под командованием капитана Джона Андерсона и рота F 22-го Джорджийского артиллерийского полка («Эмметские стрелки») под командованием капитана Огастеса Боно́. Тогда же в трёх милях от форта на берегу реки Оджичи встала лагерем 3-я батарея E 12-го Джорджийского батальона лёгкой артиллерии под командованием капитана Дж. Дж. Ньюсома. В том же месяце правую 32-фунтовую пушку заменили 42-фунтовой. 31 июля в форт прислали 8-дюймовую колумбиаду.
11 ноября Джон Андерсон вышел в отставку, и 11 декабря командование ротой принял его племянник капитан Джордж Андерсон. 25 ноября 1862 года комендантом форта был назначен майор Джон Гэлли. 30 декабря командиром «Эмметских стрелков» был назначен 1-й лейтенант Джордж Николл.

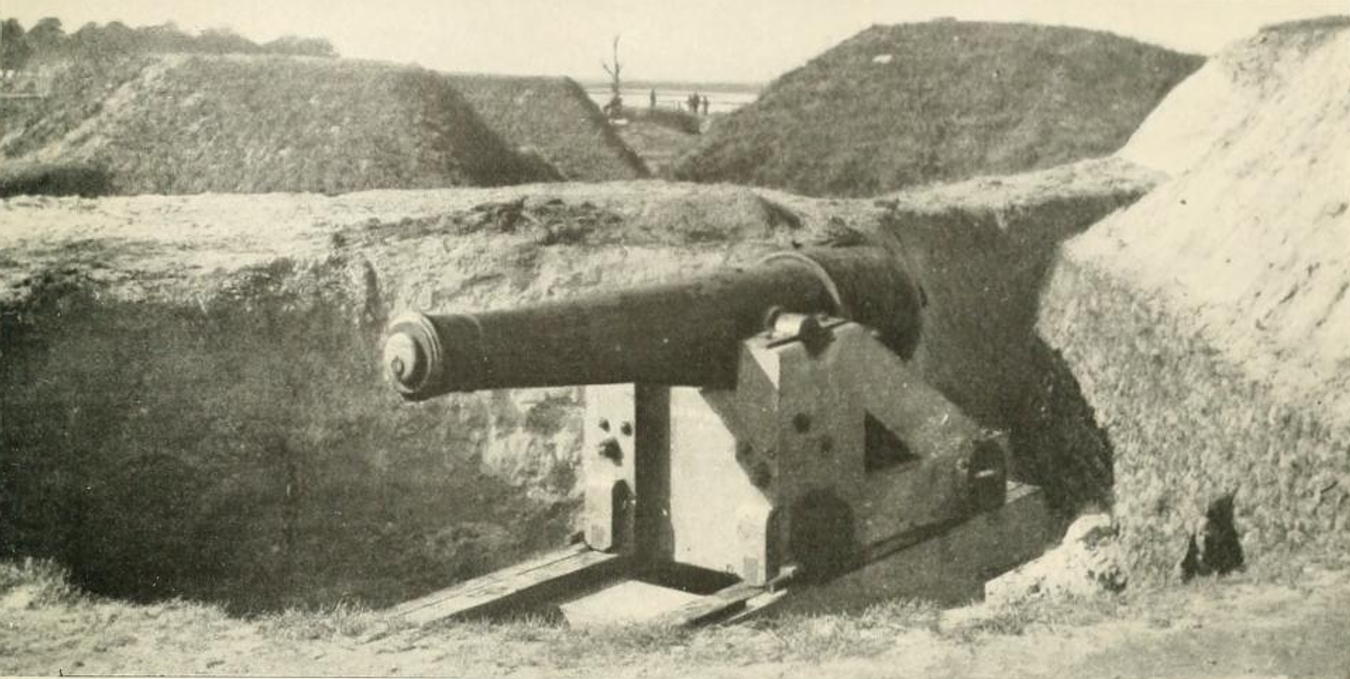
32-фунтовая нарезная пушка форта Макаллистер

В январе 1863 года по приказу генерала Борегара укрепления на мысе Дженесис были существенно усовершенствованы: насыпаны дополнительные траверсы, оборудованы дополнительные пороховые погреба, в тылу позиции сооружено бомбоубежище, на правом фланге оборудованы позиции для 8-дюймовой колумбиады и 32-фунтового нарезного орудия. На левом фланге была оборудована печь для нагрева 32-фунтовых ядер и позиция для 32-фунтовой гладкоствольной пушки, которая должна была ими стрелять. От правого фланга форта укрытый ход вёл к вынесенной за пределы укрепления позиции 10-дюймовой мортиры.
В феврале 1863 года третья слева 32-фунтовая гладкоствольная пушка была заменена 10-дюймовой колумбиадой.
В марте 1863 года орудиями форта были расставлены таким образом (слева направо):
- 32-фунтовая гладкоствольная пушка, стреляющая раскалёнными ядрами
- 32-фунтовая гладкоствольная пушка
- 32-фунтовая гладкоствольная пушка
- 10-дюймовая колумбиада: лейтенант Уильям Рокуэлл (Эмметские стрелки)
- 42-фунтовая гладкоствольная пушка: лейтенант Дэниел Куинн (Эмметские стрелки)
- 8-дюймовая колумбиада: 1-й лейтенант Уильям Диксон (Республиканские синие)
- 32-фунтовая нарезная пушка: лейтенант Фрэнсис Уиллис, затем капрал Роберт Смит (Республиканские синие)
- 10-дюймовая мортира: капитан Роберт Мартин (3-я рота E, 12-й Джорджийский батальон лёгкой артиллерии)

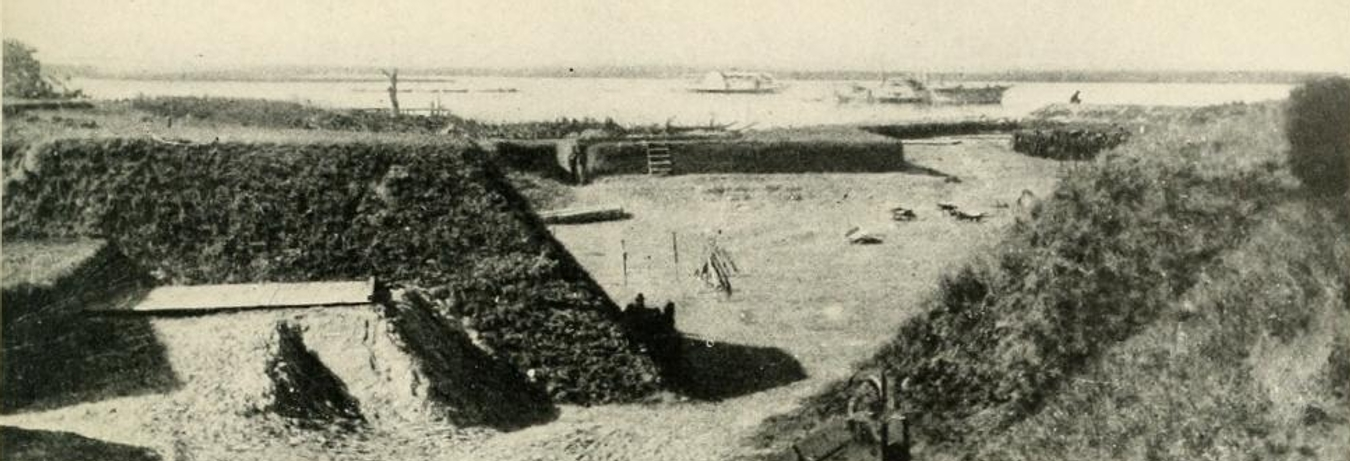
Вид с бруствера форта Макаллистер

## 1862 год

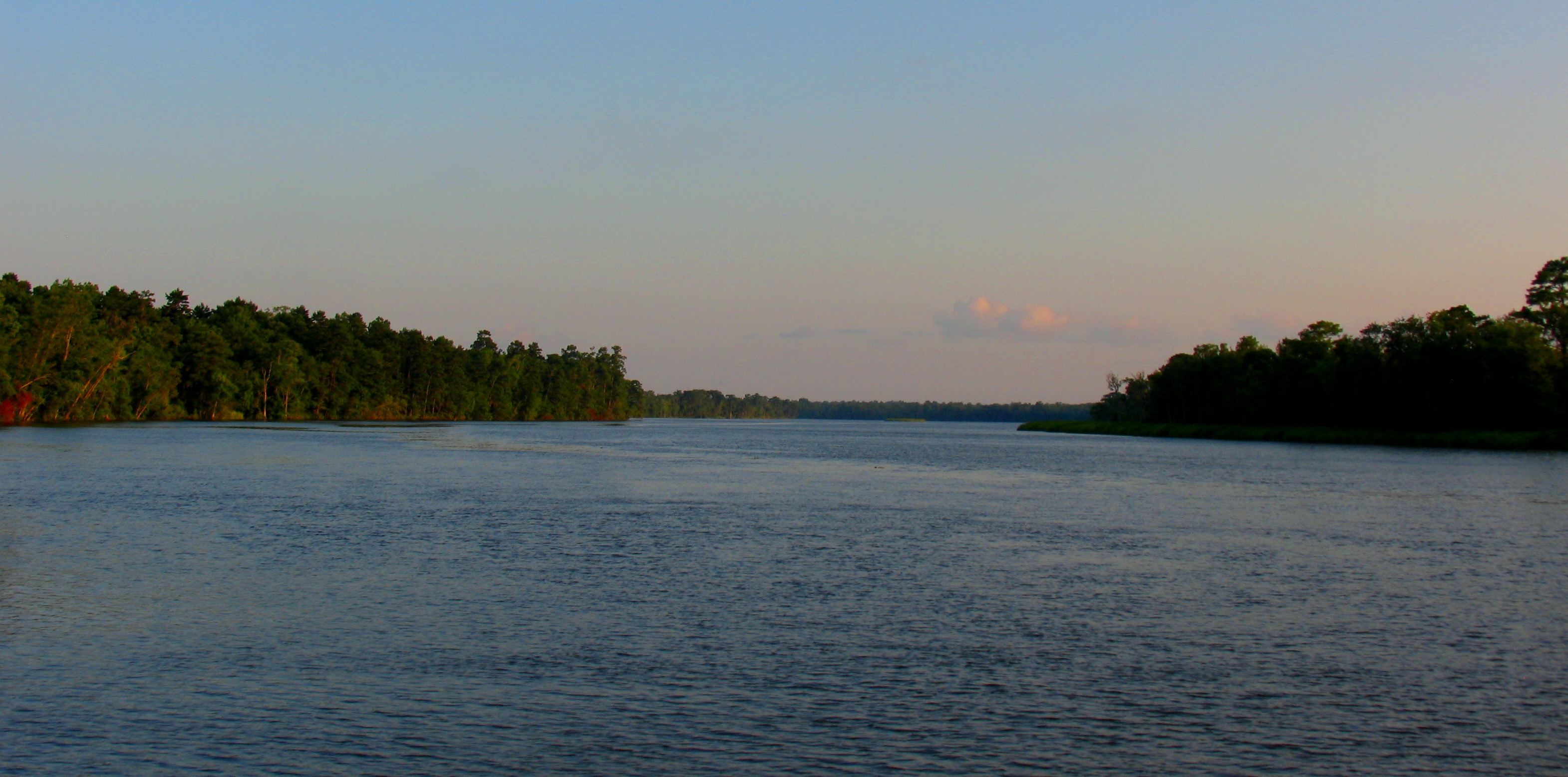
р. Оджичи

Впервые о существовании форта Макаллистер адмирал Дю Понт узнал от беглых рабов в июне 1862 года, однако никаких действий против него предпринимать не стал. В последних числах июня небольшая шхуна сумела прорвать блокаду северян и, поднявшись по р. Оджичи, встала на якорь под защитой орудий форта. 1 июля в поисках шхуны вверх по реке поднялась канонерская лодка северян Potomska. Приблизившись к форту на расстояние в 2 километра, канонерская лодка открыла огонь по шхуне и по береговому брустверу форта. Артиллеристы южан открыли ответный огонь. Находясь в узком и неизвестном ему русле реки, командир Potomska решил не рисковать кораблём и вернулся на свою позицию у побережья. Получив доклад о произошедшем, адмирал Дю Понт оценил значимость р. Оджичи как транспортного пути к Саванне и приказал Potomska занять позицию в проливе Оссабоу, перекрыв доступ к устью реки.
9 июля Дю Понт приказал командор-лейтенанту Чарльзу Стидману на канонерской лодке Paul Jones, вооружённой длинноствольными нарезными орудиями, подняться по р. Оджичи и прощупать оборону форта. Однако Стидман не сумел найти лоцмана, знакомого с мелями пролива Оссабоу. Единственный опытный лоцман, Чарльз Тэттнэлл, находился в тот момент на о-ве Св. Симона. Стидман повёл туда свой корабль, чтобы взять на борт Тэттнэлла, но по дороге возникла проблема с паровыми котлами. В результате Paul Jones был готов к выполнению приказа лишь через две недели.

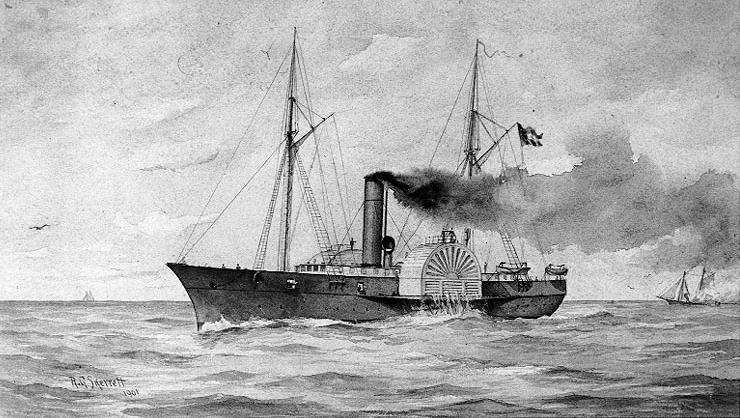
Thomas L. Wragg

23 июля колёсный пароход Thomas L. Wragg неудачно попытался прорвать блокаду Чарльстона и после долгой погони укрылся от преследующих его кораблей северян в р. Оджичи. Он миновал форт Макаллистер и поднялся к железнодорожному мосту, где выгрузил оружие и боеприпасы и принял на борт груз хлопка, смолы и табака. 26 июля беглые негры сообщили командам кораблей Союза, охранявших пролив Оссабоу, о местоположении парохода южан. Командор Голдсборо передал эту новость на о-в Хилтон-Хед адмиралу Дю Понту. Командование северян опасалось, что южане перестроят Thomas L. Wragg в монитор, поэтому решили не ограничиваться блокадой выхода из реки, но уничтожить судно. Адмирал Дю Понт решил произвести разведку, ранее порученную канонерке Paul Jones более сильным отрядом, в который также вошли канонерские лодки Huron, Unadilla и Madgie. Возглавить отряд было поручено командиру Unadilla командор-лейтенанту Наполеону Коллинзу.
Примерно в 9 утра 29 июля отряд кораблей вошёл в р. Оджичи и начал подниматься по течению. Миновав о-в Биг-Баззард, корабли северян открыли вслепую огонь по покрытому лесом берегу в направлении мыса Дженесис. Через полчаса форт оказался на расстоянии видимости, и огонь стал прицельным. Гарнизон форта во главе с капитаном Хартриджем подождал, пока корабли окажутся в пределах досягаемости пушек, после чего открыл ответный огонь по шедшему головным Paul Jones. Через полчаса северяне отошли вниз по реке и продолжали обстрел, оставаясь недосягаемыми для пушек южан, однако потом вновь приблизились к форту, дав южанам возможность возобновить ответный огонь. Перестрелка продолжалась 1,5-2 часа без особого ущерба для обеих сторон, после чего корабли северян вышли из боя и вернулись на побережье. Потерь ни среди конфедератов, ни среди северян не было.

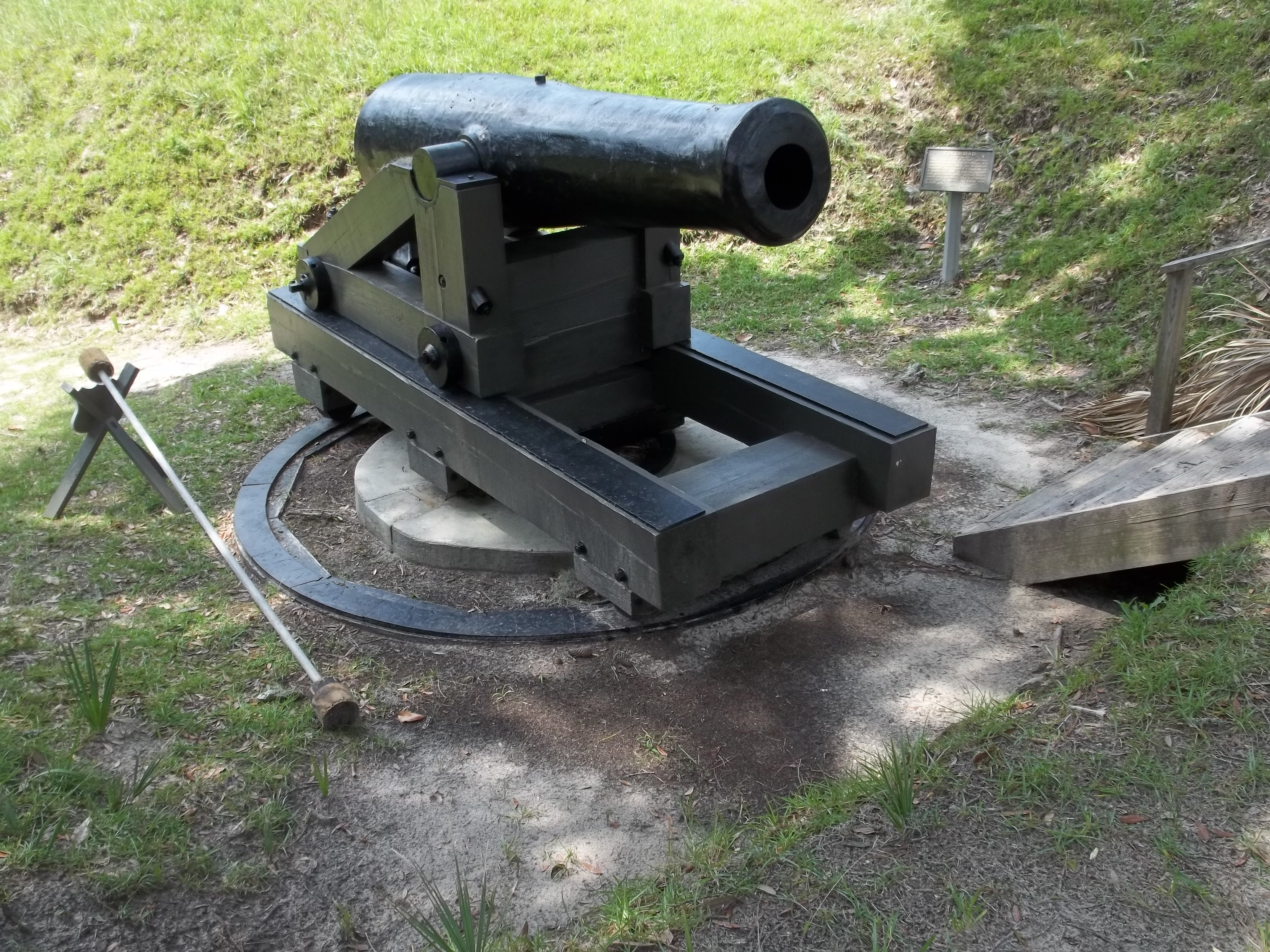
Реплика 8-дюймовой колумбиады форта Макалистер

Бой 20 июля показал южанам стратегическую важность форта Макаллистер и недостаточную мощность его артиллерии. Уже 31 июля генерал Хью Мерсер прислал на батарею 8-дюймовую колумбиаду. Владельцы окрестных плантаций предоставили рабов для усиления земляных укреплений.
Начиная с 29 июля, канонерские лодки Unadilla и Potomska по очереди несли сторожевую службу в проливе Оссабоу, особое внимание уделяя устью р. Оджичи. В сентябре они были усилены канонеркой Dawn под командованием командор-лейтенанта Джона Барнса, а затем к ним присоединилась канонерка Wissahickon. Южане истолковали это изменение как подготовку к новой атаке на форт Макаллистер, и предприняли новые шаги по укреплению его обороны: установили речные мины и завезли в форт семь повозок боеприпасов. Тогда же Thomas L. Wragg поднялся по р. Оджичи к железнодорожному мосту, где весь груз с парохода был свезён на берег. Само судно было продано капитану Томасу Харрисону Бэйкеру, который начал переоборудовать его в приватир. В конце октября генерал Борегар проинспектировал состояние форта, однако распорядился произвести некоторые изменения: установить одну из 32-фунтовых пушек непосредственно напротив свай, перегораживающих реку, оборудовать валы и укрытия для лёгких артиллерийских орудий, а также оборудовать позицию для мортиры.

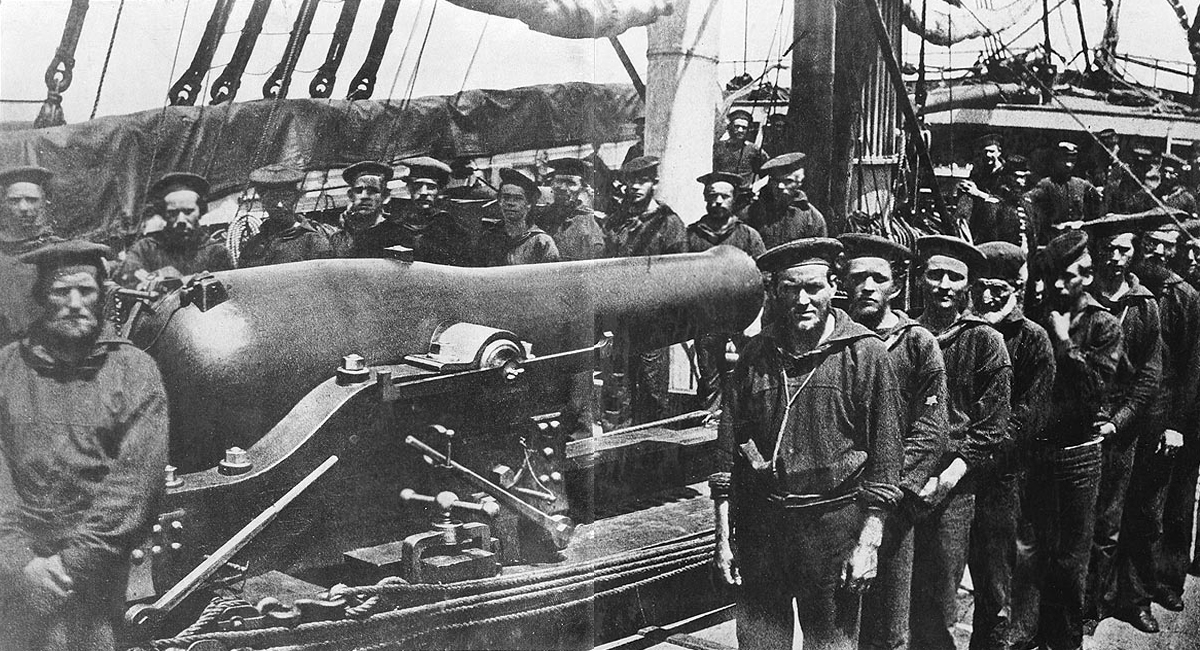
Матросы канонерской лодки Wissahickon возле 11-дюймовой пушки Дальгрена

Утром 2 ноября капитан Огастес Боно и ещё четыре человека из «Эмметских стрелков» в маленькой лодке отправились на разведку вниз по р. Оджичи. Когда они приблизились к канонеркам северян на 400 метров, вахтенные на борту Wissahickon их заметили. Командор-лейтенант Дэвис распорядился спустить на воду вооружённый баркас. Поняв, что их заметили, разведчики южан начали усиленно грести вверх по реке. 20-фунтовое орудие Паррота с Wissahickon дало по лодке предупредительный выстрел, но Боно с товарищами стали грести ещё усерднее. Тогда канонерка северян снялась с якоря и двинулась вверх по реке, продолжая обстреливать лодку 20-фунтовыми снарядами. Однако к тому времени, когда Wissahickon начала сближаться с лодкой Боно, южане уже оказались под защитой пушек форта Макаллистер. Канонерка бросила якорь в полутора километрах от форта. Через полчаса одна из пушек Wissahickon выпустила по форту снаряд, который почти не причинил вреда. Южане ответили несколькими выстрелами из 8-дюймовой колумбиады. Последние два ядра упали рядом с бортом канонерки, после чего она спустилась вниз по течению.
5 ноября Thomas L. Wragg получил патент от Конфедерации и был переименован в Rattlesnake. Однако единственный выход к океану по-прежнему был перекрыт кораблями Союза.

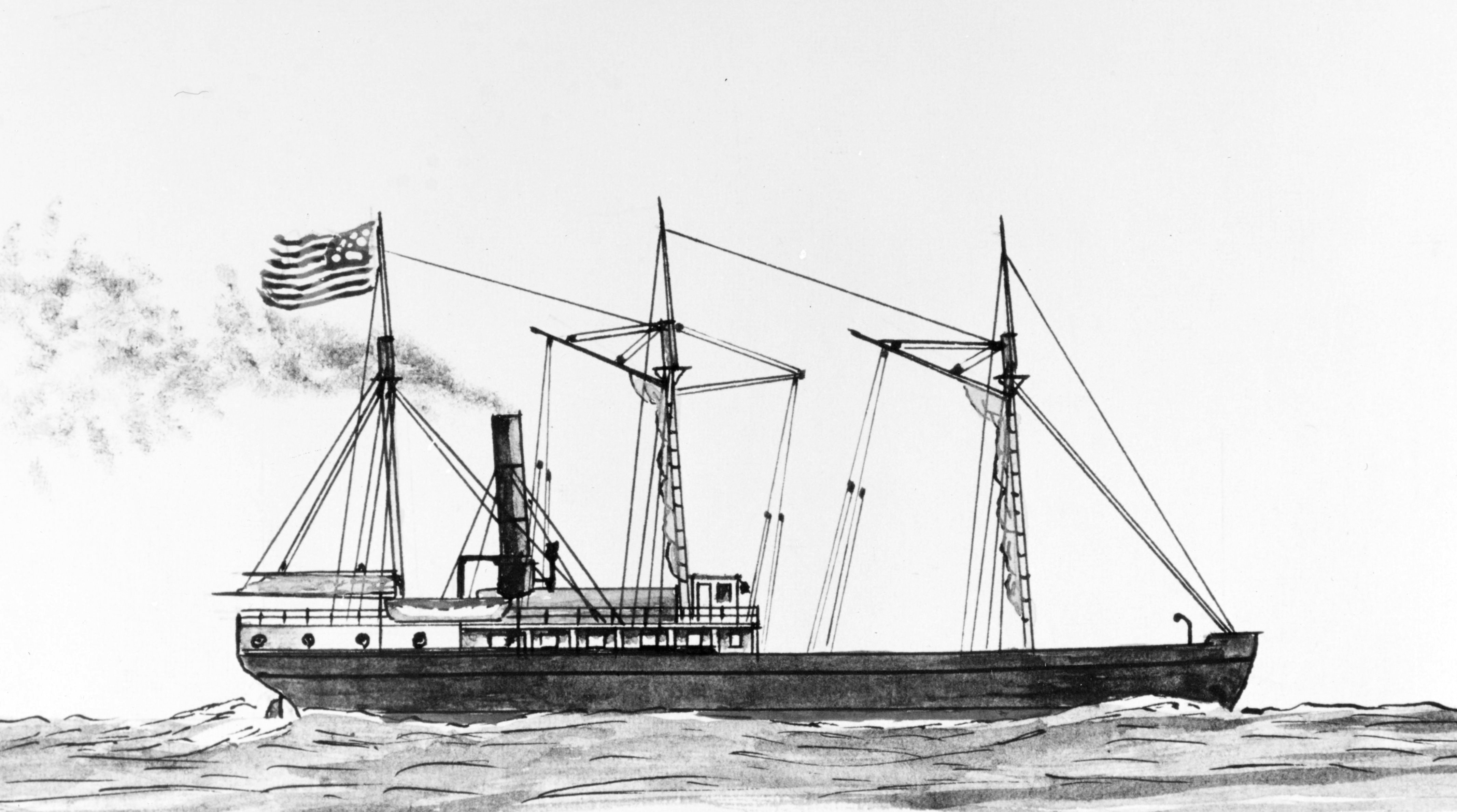
Канонерская лодка Dawn

10 ноября канонерка Water Witch привела на буксире в пролив Оссабоу вооружённую мортирой шхуну C. P. Williams, которая должна была заменить на позиции у побережья барк Fernandina. 19 ноября около 7:00 канонерка Dawn, ведущая на буксире шхуну C. P. Williams, и канонерка Wissahickon начали подниматься вверх по р. Оджичи с задачей точно определить, где река перегорожена сваями. В тумане корабли приблизились к мысу Дженесис, шхуна встала на якорь, а канонерки поднялись ещё немного выше по течению. Из-за тумана гарнизон форта не заметил приближения кораблей и осознал угрозу, лишь когда прозвучали первые выстрелы. Орудийная прислуга быстро заняла свои места, но ответный огонь открывать не стала. Северяне увидели, что дворик форта опустел, но не могли определить, разбежался гарнизон или занял позиции на валах. Тогда командор-лейтенант Дэвис приказал канонеркам подойти к форту ближе. При этом все три корабля северян продолжали обстреливать форт. Когда канонерки приблизились к сваям на 10 метров, 8-дюймовая колумбиада форта, пристрелянная к этой точке, открыла огонь и первым же выстрелом пробила борт Wissahickon в метре ниже ватерлинии. Повреждённая канонерка отошла назад, в то время как Dawn осталась на месте, продолжая вести огонь. Течь в борту Wissahickon оказалась довольно сильной, и помпы не справлялись с прибывающей водой. Дэвис приказал всему экипажу собраться на противоположном борту, чтобы придать кораблю крен. Затем на корабль прибыл плотник с Dawn, за борт опустили матроса и сумели справиться с основной течью. Затем Wissahickon встала на якорь и возобновила стрельбу по форту, хотя на таком расстоянии её 11-дюмовая пушка Дальгрена была малоэффективна. Около 14:30 все три корабля северян прекратили огонь и спустились к устью реки. За шесть часов боя северяне сделали около 200 выстрелов (в том числе 17 из пушки Дальгрена и 18 из орудия Парротта) и нанесли некоторый урон земляным укреплениям. Было ранено двое солдат из гарнизона форта. Южане в ответ сделали всего 12 выстрелов. К вечеру того же дня из Саванны в форт доставили большую партию боеприпасов и 10-дюймовую мортиру, самую большую, какая только нашлась в городе. Около сотни негров с ближайших плантаций занимались восстановлением брустверов и погребов, а также сооружением бомбоубежища для гарнизона. Мортира была установлена на правом фланге форта, рядом с 8-дюймовой колумбиадой. На следующее утро в трёх километрах позади форта разбил лагерь батальон снайперов под командованием капитана Роберта Андерсона, присланный для защиты форта от атак с суши.
25 ноября комендантом форта Макаллистер был назначен произведённый в майоры бывший командир Саваннского артиллерийского батальона Джон Гэлли, который прибыл на мыс Дженесис 29 ноября.
27 декабря на мыс Дженесис прибыл майор Джон Барнуэлл, которому генерал Борегар поручил проинспектировать укрепления форта Макаллистер.

## 1863 год

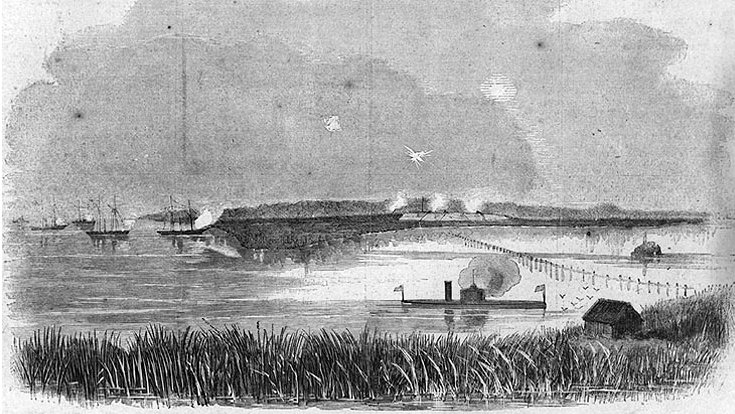
Броненосец Montauk и канонерские лодки северян обстреливают форт Макаллистер

В конце января в Порт-Ройял прибыл только что спущенный на воду федеральный броненосец Montauk под командованием коммодора Джона Уордена, вооружённый 11- и 15-дюймовой пушками Дальгрена в центральной вращающейся башне. Новый корабль необходимо было испытать в бою против сухопутной батареи. Наиболее заманчивой целью представлялся форт Макаллистер. 20 января адмирал Дю Понт приказал броненосцу обстрелять и захватить батарею, после чего сжечь приватир Rattlesnake и железнодорожный мост.
24 января в 17:10 Montauk, буксируемый кораблём James Adger, однотипным с Rattlesnake, вошёл в устье реки Оджичи и бросил якорь. 26 июня в 13:30 броненосец снялся с якоря, поднялся по реке и встал на якорь в виду форта Макаллистер, но вне пределов досягаемости его орудий. В течение дня к нему присоединились Seneca, Wissahickon и Dawn, ведущая на буксире шхуну C. P. Williams. В 20:00 две шлюпки под командованием коммодор-лейтенанта Чарльза Дэвиса под покровом темноты поднялись вверх по реке, чтобы разведать обстановку и снять пристрелочные вешки, установленные южанами.
27 января Montauk приблизился к форту южан, подойдя к самой линии препятствий на реке. Начиная с 7:35 утра в течение 4,5 часов броненосец обстреливал форт, выпустив в общей сложности 52 снаряда, которые не нанесли южанам заметного урона. Орудия конфедератов вели меткий ответный огонь, добившись 14 попаданий, которые также не причинили броненосцу почти никаких повреждений.
Утром 1 февраля тот же отряд кораблей северян вновь поднялся по реке Оджичи. Готовясь к бою и опасаясь десанта, конфедераты прикрыли берег цепью стрелков из Первого снайперского батальона под командованием капитана Артура Шааффа. Два нарезных орудия Чэтемской артиллерийской батареи под командованием лейтенанта Уайтхеда были установлены в окопах на возвышенности в тылу форта. С приватира Rattlesnake были сняты орудия и установлены на берегу в 7 милях вверх по течению от форта, ими командовал капитан Бэйкер. Сам корабль был приготовлен к затоплению. В 7:45 Montauk приблизился к форту Макаллистер на 550—600 метров и открыл огонь. К 8:15 снаряды монитора полностью разрушили бруствер перед 8-дюймовой колумбиадой, однако орудийный расчет под командованием первого лейтенанта Диксона не прекратил стрельбу. В 8:30 снаряд повредил одно из 32-фунтовых орудий и поразил насмерть коменданта форма майора Гэлли, который к тому времени уже был ранен. Командование фортом взял на себя капитан Андерсон. Через час, когда начался отлив, Montauk отошёл вниз по течению, откуда продолжил обстрел укреплений южан. Конфедераты добились 48 попаданий в броненосец, но существенных повреждений корабль не получил.
27 февраля приватир Rattlesnake в очередной раз предпринял неудачную попытку вырваться из реки на оперативный простор и на обратном пути сел на мель возле форта Макаллистер. 28 февраля отряд боевых кораблей северян в прежнем составе вновь был отправлен вверх по реке с заданием обстрелять и сжечь Rattlesnake, что и было выполнено — броненосец уничтожил корабль южан с расстояния 1100 метров. При этом сам Montauk оказался под огнём пушек форта Макаллистер и выдержал пять попаданий снарядов, которые не причинили ему никаких повреждений. Однако при отходе от цели броненосец наткнулся на речную торпеду, взрыв которой повредил корпус корабля. По приказу командира Montauk выбросился на мелководье, где на пробоину был наведён временный пластырь, после чего корабль своим ходом спустился вниз по реке. На ремонт корпуса ушло несколько недель.

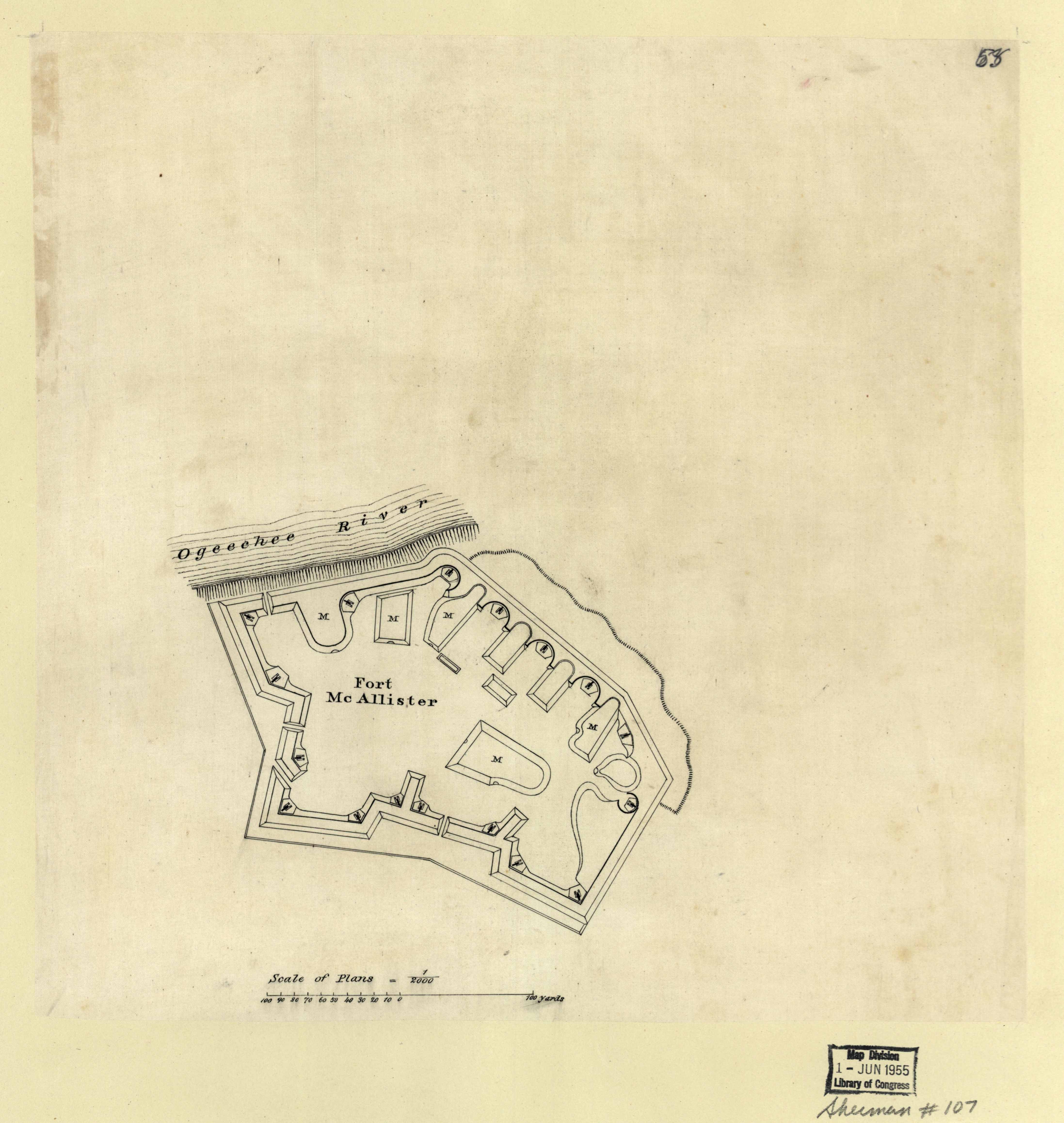
Схема форта Макаллистер по состоянию на 1864 год

3 марта Дю Понт отправил вверх по реке усиленный отряд боевых кораблей в составе мониторов Passaic, Patapsco, Nahant с целью проверки их боевой эффективности. Мониторы сопровождали канонерские лодки Seneca, Wissahickon, Dawn и три вооружённых мортирами шхуны. Командовал отрядом капитан Персиваль Дрейтон с монитора Passaic. Пушки форта Макаллистер открыли огонь, и в 8:40 утра мониторы начали ответный обстрел. С противоположного берега Хардвикские конные стрелки пытались ружейным огнём поразить моряков северян. В результате восьмичасового обстрела валам форта и нескольким орудиям были нанесены значительные повреждения.

## Итог сражения
После четырёх безрезультатных попыток уничтожить форт Макаллистер Дю Понт отправил боевые корабли на более важный участок, непосредственно к Чарльстону. Повреждения, причинённые земляным укреплениям форта снарядами южан, были быстро исправлены, а поскольку продолжение боевых действий на этом участке считалось маловероятным, часть орудий и припасов были перемещены на более важные участки фронта.